# Buthacus frontalis
Espèce
Buthacus frontalis est une espèce de scorpions de la famille des Buthidae.

## Distribution
Cette espèce est endémique d'Érythrée. Elle se rencontre vers Asmara.

## Publication originale
- Werner, 1936 : « Neu-Eingänge von Skorpionen im Zoologischen Museum in Hamburg. » Festschrift zum 60 Geburstage von Professor Dr Embrik Strand, vol. 2, p. 171-193.